# Lekuine
Lekuine (en francès i oficialment Bonloc) és un municipi d'Iparralde al territori de Lapurdi, que pertany administrativament al departament dels Pirineus Atlàntics (regió de la Nova Aquitània).
Bonloc amb 102 ha és el municipi més petit del departament. És travessat per l'Aran, també anomenat Harana o Joyeuse. Limita al nord-oest amb Hazparne, a l'est amb Aiherra i al sud-oest amb Lekorne.

## Celebritats del municipi
- Yves Salaberry, pilotari.